# Roman Dorn
Roman Dorn, slovenski računalnikar, * 10. maj 1952, Slovenska Bistrica, † 23. junij 2023, Slovenska Bistrica.
Rojen 10. maja 1952 v Slovenski Bistrici. Leta 1971 je v Mariboru končal srednjo tehniško šolo in leto pred tem na Internacionale Ausbildung Center fuer automatische Datenverarbeitung na Dunaju pridobil naziv programerja na sistemu IBM 1401 in IBM 360. Študij je nadaljeval na Fakulteti za elektrotehniko Univerze v Ljubljani, kjer je bil med študijem ves čas študent demonstrator pri sedmih različnih predmetih. Diplomiral je leta 1977 kot študent prve generacije na smeri računalništvo in informatika.
Magistriral je decembra 1985 z delom Optimizacija prevajalnikov.
Januarja 1994 je uspešno zagovarjal doktorsko disertacijo z naslovom Razpoznava in vrednotenje vzorcev prstnih odtisov in doktoriral na področju računalništva.
Maja 1978 je bil prvič izvoljen v naziv asistenta za področje računalništva in informatike, kar je delal do upokojitve v januarju 2011.
V letih 1979/80 je bil dodatno zaposlen v Energoinvestu pri razvoju tehničnih programov in uvajanju računalnika Delta, v letih od 1978 do 1983 pa je sodeloval na projektu Najavni center v avtomatski telefonski centrali v Moskvi in 18 mesecev s presledki testiral in uvajal njihovo osebje. Center je bil zgrajen za potrebe poletne olimpijade.
Je ustanovni član slovenskega društva Informatika in bil v sedemdeseth letih nekajkrat članorganizacijskega odbora simpozija Informatica na Bledu.
V letih 1980 do 1992 je vodil seminarje iz matematike in več računalniških predmetov na dopisni delavski univerzi Univerzum, Srednji gradbeni šoli in Srednji računalniški šoli Vič v Ljubljani.
V letih 1984 do 1987 je bil znanstveni sodelavec razvojnega oddelka Iskre Telematike v Kranju. Na fakulteti je sodeloval v več laboratorijih pri projektih za industrijo in svetoval več doktoratom.
Bil je med organizatorji prvega republiškega tekmovanja v računalništvu za srednješolce leta 1976 in bil do leta 1989 predsednik organizacijskega odbora, nato pa je prevzel koordinacijo zagovorov nalog mladih raziskovalcev. Bil je eden pobudnikov in nato soorganizator prve mednarodne računalniške olimpiade za srednješolce (ekipna tekmovanja) pod okriljem ICC (Mednarodna organizacija za obštudijsko dejavnost (Nova Gorica 1988). Sodeloval je na več seminarjih mentorjev v okviru ICC (Muenchen, Hannover, Hamburg, Budimpešta) vodil jugoslovanski ekipi na olimpiadah Munster 89 in Varna 90, nato pa slovenske ekipe srednješolcev na računalniških olimpiadah IOI  v Stocholmu, Eindhovnu, Veszpremu, Cape Townu, Setubalu, Antalyji, Pekingu, Novy Saczu, Meridi, Zagrebu, Kairu, Pravetzu, Waterlooju in Pattayji.
Za dolgoletno mentorsko delo oz. organizacijo tekmovanj je v okviru gibanja Znanost mladini prejel tri zvezne plakete in leta 2006 najvišje priznanje častni znak Zveze organizacij za tehnično kulturo Slovenije (ZOTKS). V okviru delovanja v ZOTKS je sodeleloval pri organizaciji mikroračunalniških sejmov, ki so leta 1991 prerasli v odmevno sejemsko prireditev INFOS, ki je bila nato več kot 10 let osrednja slovenska računalniška prireditev. Dobitnik plakete Državnega sveta RS kot Prostovoljec leta 2014. Avgusta 2019 je vodil slovensko ekipo na tretji juniorski olimpijadi - EJOI -European Junior Olympiad in Informatics, ki je bila v Mariboru Slovenija.Hobi mu je modelarstvo, predvsem HO modelna železnica.